# Cryptocopoides arcticus
Cryptocopoides arcticus is een naaldkreeftjessoort uit de familie van de Cryptocopidae. De wetenschappelijke naam van de soort is voor het eerst geldig gepubliceerd in 1913 door Hansen.